# Henschel Hs 132
Die Henschel Hs 132 war ein einsitziger strahlgetriebener Sturzkampfbomber der Henschel Flugzeug-Werke von 1945.
Bei Kriegsende war eine Maschine fertiggestellt und fünf Versuchsmuster befanden sich im Bau.

## Geschichte
Schon im Anfangsstadium der deutschen Stukaentwicklung machten sich Techniker und Mediziner Gedanken über die Möglichkeiten den Piloten beim Abfangen der Maschine aus dem Sturzflug vor zu hohen G-Kräften und einem möglichen Black-out zu schützen. Dieser tritt beim Piloten in sitzender Position bereits bei einer über vier Sekunden andauernden Beschleunigung von 4 bis 5g ein. In der Liegeposition (Bauchlage) sind jedoch bis zu 12g ertragbar. Dadurch werden auch kleinere Abfangradien möglich.
Zur wissenschaftlichen Untersuchung dieser Phänomene erteilte die Deutsche Versuchsanstalt für Luftfahrt (DVL) Aufträge an die Flugtechnischen Fachgruppen der TH Stuttgart und der TH Berlin. In Stuttgart wurde daraufhin 1937 das Versuchsflugzeug FFG Stuttgart FS-17 konstruiert und 1938 erfolgreich erprobt. In der Berliner Gruppe wurde 1943 die kleine zweimotorige FFG Berlin B9 gebaut und geflogen. Das Bruchlastvielfache der Maschine sollte rechnerisch bei 25g liegen, erflogen werden konnte jedoch nur ein maximaler Wert von 8,5g.
Nachdem sich das Sturzkampfflugzeug Ju 87 mit zunehmender Dauer des Krieges als zu langsam und damit verwundbar gegenüber Jagdflugzeugabwehr und Flak erwiesen hatte, wurden im Reichsluftfahrtministerium (RLM) Überlegungen für ein Nachfolgemodell angestellt. Ausschlaggebend für die Wiederaufnahme des Konzepts waren die guten vormaligen Bekämpfungserfolge der Ju 87 bei Punktzielen. Mit den damals modernsten Mitteln sollte ein neues Muster entwickelt werden. Dafür sollten auch die gerade in der Entwicklung befindlichen Strahltriebwerke zum Einsatz gelangen. Die Entwurfsabteilung von Henschel stellte sich die folgenden Aufgaben:
- hohe Horizontalgeschwindigkeit
- höchste Sturzgeschwindigkeit bis dicht über das Ziel
- kleinste Abmessungen
- möglichst großer Schutz für den Piloten

Nach diesen Vorgaben begannen ab Anfang 1944 die ersten Entwurfsarbeiten für ein kleines Sturzkampfflugzeug mit Strahlantrieb. Zusätzlich sollten auch Tiefangriffe im Bahnneigungsflug möglich sein. Nach Windkanalversuchen und wegen der guten Wartungsmöglichkeiten wurde eine Auslegung ähnlich der Heinkel He 162 gewählt, bei der das Triebwerk auf dem Rumpfrücken angeordnet ist. Bei der Wahl der liegenden Position des Piloten griff man auf die Erfahrungen mit der B9 zurück, wobei das sichere Lastvielfache bei 12g und die Sturzgeschwindigkeit bei 950 km/h liegen sollte. Dem Technischen Amt wurde das Projekt im Mai 1944 vorgestellt, worauf Henschel einen Auftrag über sechs Musterflugzeuge (zwei Hs 132A und vier Hs 132B) erhielt. Als Prototypen V1 und V2 sollten die beiden ersten Maschinen dienen. Die Hs 132B war als Schlachtflugzeug oder Jagdbomber ausgelegt und erhielt entsprechend noch zwei Maschinenkanonen MG 151. Die zwei V-Muster sollten mit dem Strahltriebwerk BMW 003 ausgerüstet werden, während die B-Serie das Jumo 004 erhalten sollte. Für eine bereits angedachte C-Serie wurde das Heinkel HeS 011 vorgesehen. In einem frühen Entwurfsstadium befand sich auch die Hs 132D mit neuen, schlankeren Tragflächen.
Trotz wiederholter Verzögerungen durch die Verlegung des Konstruktionsbüros und durch Bombenschäden bei den Unterlieferanten konnte die Hs 132 V1(A) noch im Frühjahr 1945 fertiggestellt werden. Der Erstflug war für Juni 1945 vorgesehen. Bevor jedoch der Prototyp die Flugerprobung aufnehmen konnte, fiel die Maschine in Schönefeld unbeschädigt in die Hände der Roten Armee. In einem fortgeschrittenen Bauzustand befanden sich die Hs 132 V2(A) und V3(B), die restlichen drei Mustermaschinen standen kurz vor ihrer Endmontage.

## Konstruktion

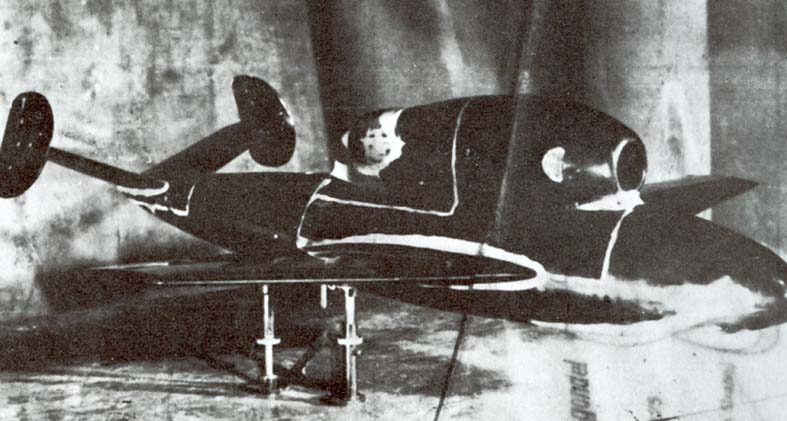
Windkanalmodell

Die Hs 132 war ein freitragender Mitteldecker, dessen in Ganzmetall-Schalenbauweise ausgeführter Rumpf einen fast kreisrunden Querschnitt aufwies. In der verglasten Rumpfspitze war der Pilot liegend in einer aus 8 mm dickem Stahlblech gepressten Liegewanne untergebracht. Diese diente auch als Zugangsklappe und als Schutz bei Bauchlandungen. Die zweiteiligen Tragflächen mit einer Streckung von 4,11 besaßen einen durchgehenden Holm; Querwände und Rippen bestanden je nach Beanspruchung aus Stahl oder Leichtmetall. Wegen der verlangten hohen Oberflächengüte waren die Tragflächen mit Sperrholz beplankt. Landeklappen und Querruder waren in einer neuartigen Wellholz-Bauweise ausgeführt, die als Vorläufer der heute üblichen Honeycomb-Bauweise angesehen werden kann.
Das in Holz ausgeführte Höhenleitwerk erhielt eine V-Stellung, an seinen Enden waren Endscheiben als Seitenleitwerk angebracht. Die Ruder waren ebenfalls in der Wellholz-Bauweise konstruiert. Das Bugradfahrwerk wies ein nach hinten einziehbares Bugrad und ein nach innen in die Tragflächen einfahrendes Hauptfahrwerk auf. Die Bombenlast konnte bis zu 500 kg betragen.

## Technische Daten

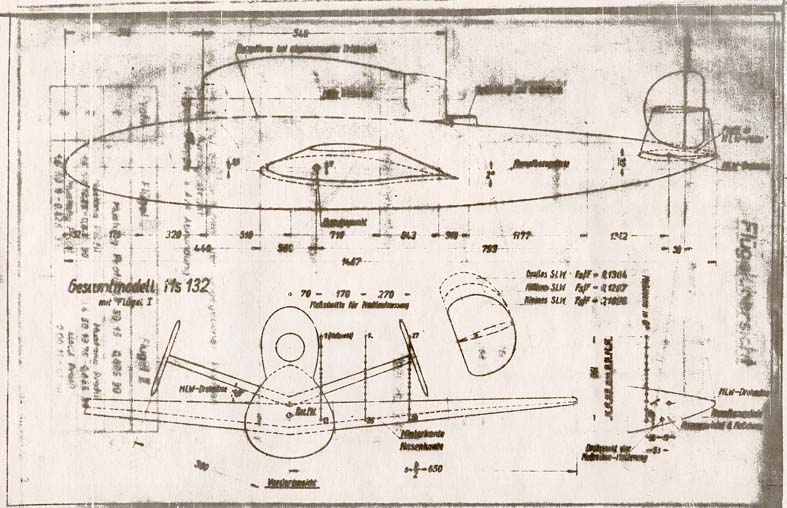
Zweiseitenriss

| Kenngröße             | Daten (Hs 132 A)                                             |
| --------------------- | ------------------------------------------------------------ |
| Besatzung             | 1                                                            |
| Länge                 | 8,90 m                                                       |
| Spannweite            | 7,19 m                                                       |
| Höhe                  | 2,95 m                                                       |
| Flügelfläche          | 14,80 m²                                                     |
| Flügelstreckung       | 4,11                                                         |
| V-Stellung            | 4° (Tragfläche) 20° (Höhenleitwerk)                          |
| Flächenbelastung      | 230 kg/m²                                                    |
| Startmasse            | 3400 kg                                                      |
| Höchstgeschwindigkeit | 780 km/h in 6.000 m ohne Bombe 650 km/h in 6.000 m mit Bombe |
| Anfangssteigleistung  | 17 m/s                                                       |
| Dienstgipfelhöhe      | 10.500 m                                                     |
| Reichweite            | 776 km in 4.000 m, 1.114 km in 10.500 m                      |
| Triebwerk             | ein BMW 003A-1                                               |
| Leistung              | 800 kp                                                       |